# マーベリック・カーター

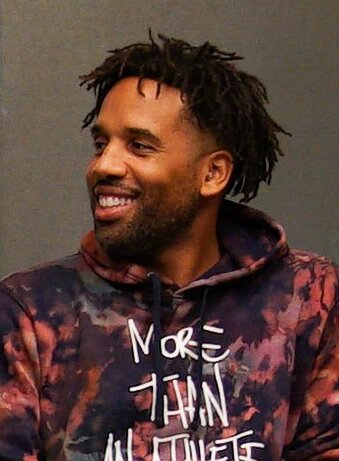
2019年のマーベリック・カーター

マーベリック・カーター (Maverick Carter) は、アメリカのスポーツ・マーケティングの実業家でメディア・パーソナリティ。

## 初期の生活と教育
彼は青年期のほとんどをオハイオ州アクロンとジョージア州アトランタで過ごし、ソーシャルワーカーのキャサリン・パワーズとオーティス・カーターの息子として育った。彼はレブロン・ジェームズの長年の友人であり、どちらもアクロンのセント・ビンセント＝セント・メアリー高等学校 (SVSM) でバスケットボールとサッカーをプレーした。SVSMを卒業後、カーターはウェスタンミシガンで1シーズン大学バスケットボールをプレーした後、アクロン大学に転校し、他の活動に専念した。

## 経歴
カーターはナイキにインターンし、大学を中退してナイキの現場代理人になった。彼は2006年からジェームズのビジネスマネージャーを務めている。カーターは、ジェームズ、リッチ・ポール、ランディ・ミムズと共に、エージェントおよびスポーツ・マーケティング会社LRMRの創設者およびプリンシパルの1人である。また、カーターは、テレビの特別番組であるThe Decisionのエンジニアリングを担当した。
カーターはLRMRとフェンウェイ・スポーツ・グループの間で契約を結び、ジェームズにリバプールFCの一部の株式を保有させることに成功し、彼の海外での知名度を高めた。彼はまた、ジェームズの似顔絵をフィーチャーしたコマーシャルのThe LeBronsシリーズを開発した。彼とジェームズはまた、ワーナー・ブラザースの協力会社であるスプリングヒル・エンターテインメントを設立した。そのプロジェクトには、Disney XDシリーズBecoming、StarzシリーズSurvivor's Remorse、NBCゲームショーThe Wall、Bleacher ReportスピンオフUninterrupted、Space Jam: A New Legacy（スペース・プレイヤーズ）などがある。2021年、カーターは、彼とジェームズがそれぞれボストン・レッドソックスの所有する株の一部を取得するという取引を行った。
彼はジェームズとドレイクと共に、ヒューバート・デイヴィスの2022年のドキュメンタリー映画Black Iceの製作総指揮を務めた。